# جيلاك
الجيلاك أو غيلَك (بالفارسية: گیلک) أو الجيليون (نسبةً إلى قبيلة «جيلَي») أو الجيلانيون (نسبةً إلى إقليم «جيلان») هو الاسم الذي يُطلق على مجموعةٍ عرقيةٍ إيرانيةٍ تشكل إحدى المجموعات العرقية الرئيسة التي تستوطن شمال غربي إيران، وموطنها الأصلي في منطقة جيلان (أو الديلم قديماً) على ساحل بحر قزوين، ويوجد بعض منهم في المحافظة المتاخمة لها من الجنوب؛ قزوين، والأخرى المتاخمة من الشرق؛ مازندَران (أو طبرستان قديماً). يشكل الجيلاك جنباً إلى جنبٍ مع الشعب المازندَراني وثيق الصلة به جزءاً من شعب بحر قزوين الذي يقطن المناطق الساحلية الجنوبية والجنوبية الغربية لهذا البحر.
يتكلم الجيلاك الجيلاكية أو الجيلية (اللغة الديلمية) القريبة من اللغة المازندرانية، ولا تعد الجيلية ولا المازندَرانية لهجتين للغة الفارسيّة، لكنهما تتشاركان كلماتٍ مع الكردية والفارسية وسائر اللغات الإيرانية.
يتراوح تعداد الجيلاك -حسب إحصاء العام 2006- ما بين ثلاثةٍ إلى أربعةِ ملايين نسمةٍ. وهم يدينون بالإسلام، وينتسب معظمهم للمذهب الشيعي، وبعضهم ينتمي للمذهب السني.

## التاريخ
في العصور القديمة كانت هذه المنطقة إحدى مقاطعات بلاد فارس وتُعرف باسم «الديلم» (أحياناً «الديلمان» أو «الديلام»)، وتتوافق منطقة الديلم تقريباً مع إقليم جيلان الحديث، والذي تفصله سلسلة جبال البُرز عن الهضبة الإيرانية.

### الأصول والتاريخ المبكر

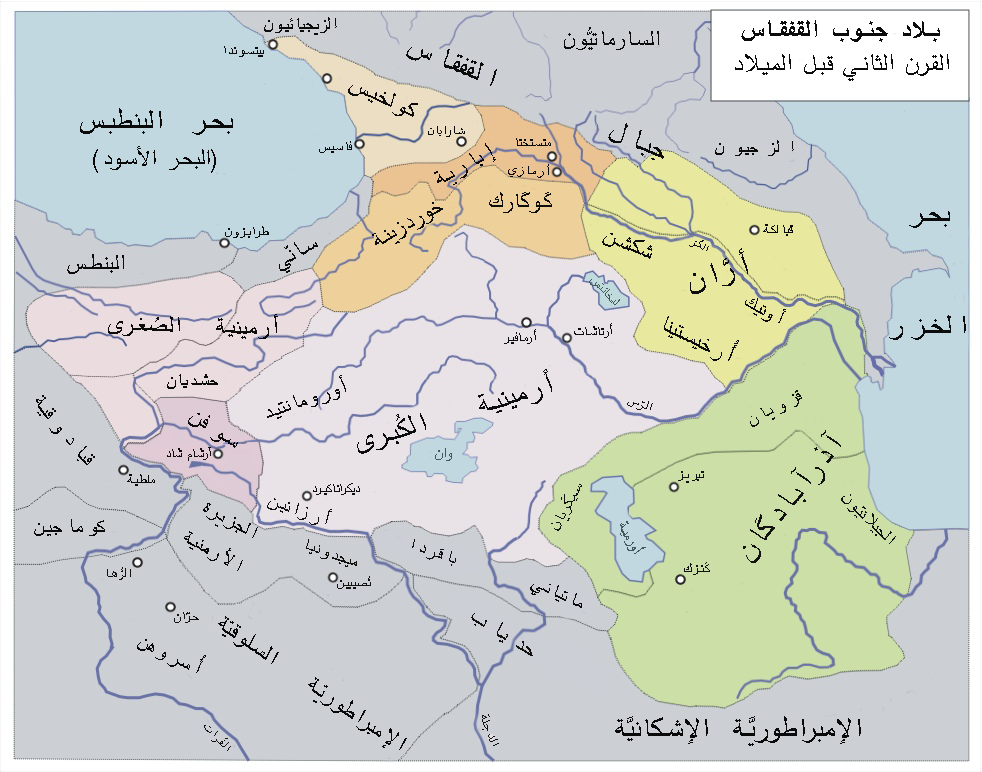
الخريطة العرقية للقوقاز في القرن الثاني قبل الميلاد تُظهر "الجيلاك" في الجزء الجنوبي الشرقي من أتروباتين (شرق أذربيجان الإيرانية حالياً).

الجيلي في اليونانية القديمة: (ب[Γῆλαι] خطأ: {{اللغة-؟؟}}: النص يحتوي على علامة مائلة (مساعدة))، أو (ب[Γέλαι] خطأ: {{اللغة-؟؟}}: النص يحتوي على علامة مائلة (مساعدة))، أو (ب[Γέλοι] خطأ: {{اللغة-؟؟}}: النص يحتوي على علامة مائلة (مساعدة))، وتعني «جيلاي» (بالفرنسية: Gélai)، أو «جيلوي» (بالفرنسية: Géloi)، أو «جيليان» (بالفرنسية: Gelians).
الجيليون قبيلة من «السكيثيين» أو «الإصقوت» أو «السكيثيان» (بالإنجليزية: Scythian) ذكرها الرحالة اليوناني «استرابو» (بالإنجليزية: Strabo)، وعدد من الكتاب القدامى على أنها تستوطن السواحل الجنوبية الغربية لبحر قزوين فيما يعرف اليوم بمقاطعة «جيلان» الإيرانية، وربما كان اسم المقاطعة «جيلان» مشتقاً من اسم القبيلة «جيلي».
ينحدر الجيليون من الديلم واحد من أكثر الشعوب الإيرانية شهرةً في تاريخ إيران، وقد كانت جيلان قديماً تسمى «الديلم»، ويسمى أهلوها «الديالمة».
ويبدو أن قوم «جيلا»، أو «جيليتس» دخلوا المنطقة الواقعة جنوب ساحل بحر قزوين وغرب نهر أماردوس (فيما بعد سافيدرود) في القرن الثاني أو الأول قبل الميلاد، ويعرّفهم ابليني مع الكادوسيين الذين كانوا يستوطنون هناك مسبقاً، ولكن الأرجح أنهم كانوا شعباً منفصلاً قدم من منطقة داغستان، وحلوا مكان الكادوسي. إن المقولة بأن سكان جيلان لديهم بعض الجذور الأصلية من القوقاز مدعوم من قبل كلا علم الوراثة واللغة، إذ إن كروموسوم Y-DNA للجيلاك يشبه إلى حدٍّ كبيرٍ نظيرَه الموجودَ في الكرج (الجورجيين) وعددٍ من شعوب جنوب القوقاز، في حين إن mtDNA الخاص بهم يشبه إلى حدٍّ كبيرٍ المجموعات الإيرانية الأخر. كما تشترك لغتهم بسماتٍ نمطيةٍ مع اللغات القوقازية.

#### المصادر القديمة

إقليم "جيلان" في الدولة الساسانية (226–651)م.

### العصور الوسطى؛ الديلم والديالمة

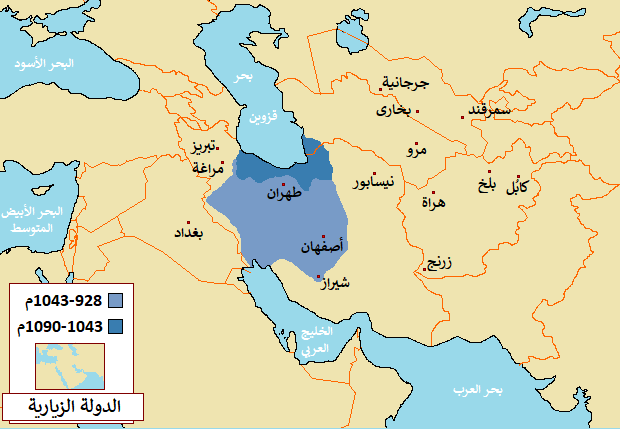
الدولة الزيارية (928-1090م)، وتبدو الحدود السياسية الحالية وأهم المدن.

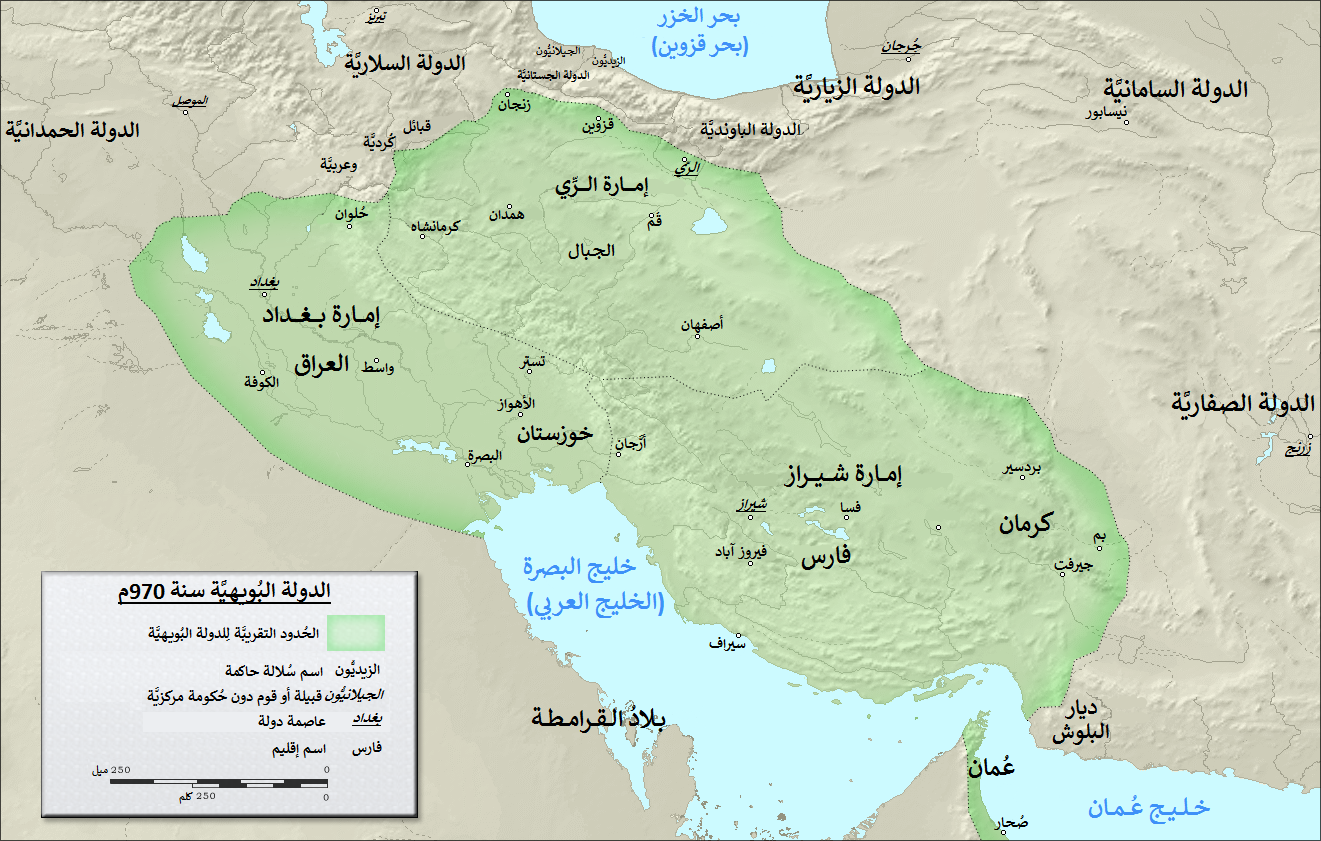
الدولة البويهية نحو العام 970م.

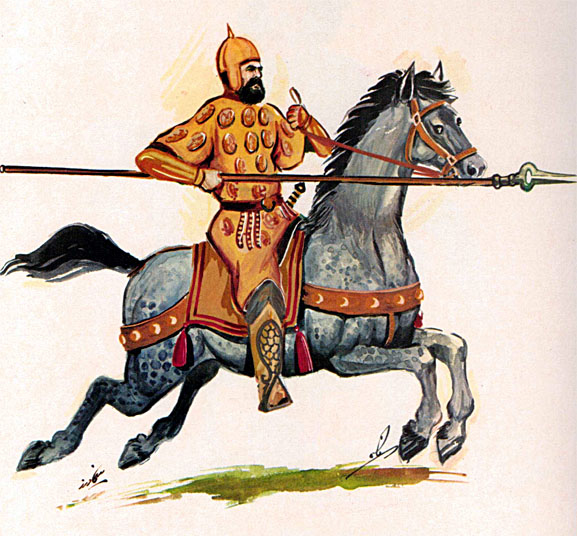
جندي ديلمي.

### التاريخ الحديث المبكر والحديث

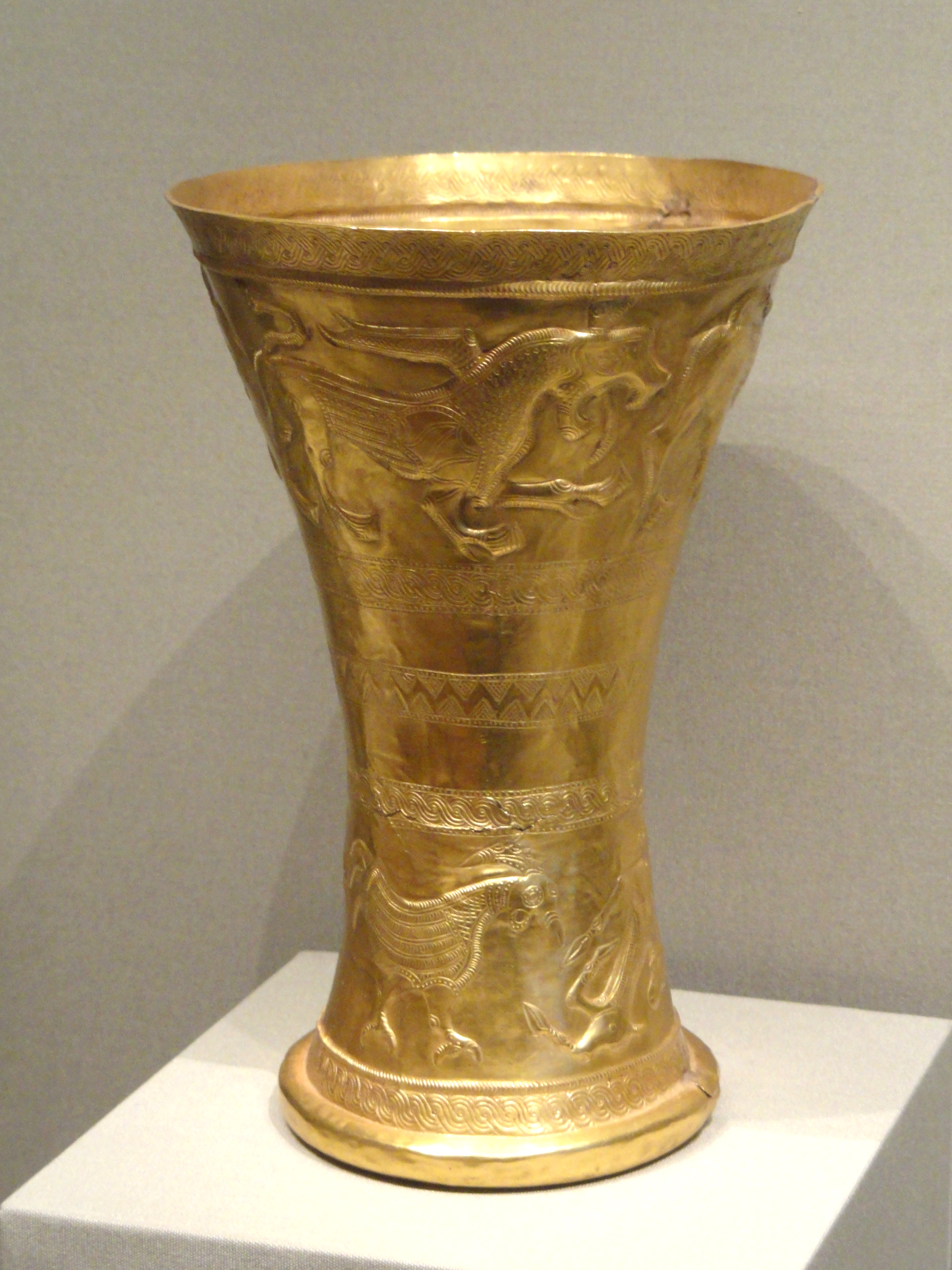
وعاء ذهبي مزخرف من الفترة (1000-1100) قبل الميلاد من موقع مارليك (الذي يرجع إلى العام 3000 ق.م) قرب مدينة «روزبار» غير بعيدٍ عن نهر سافيدرود.
متحف كليفلاند للفن.

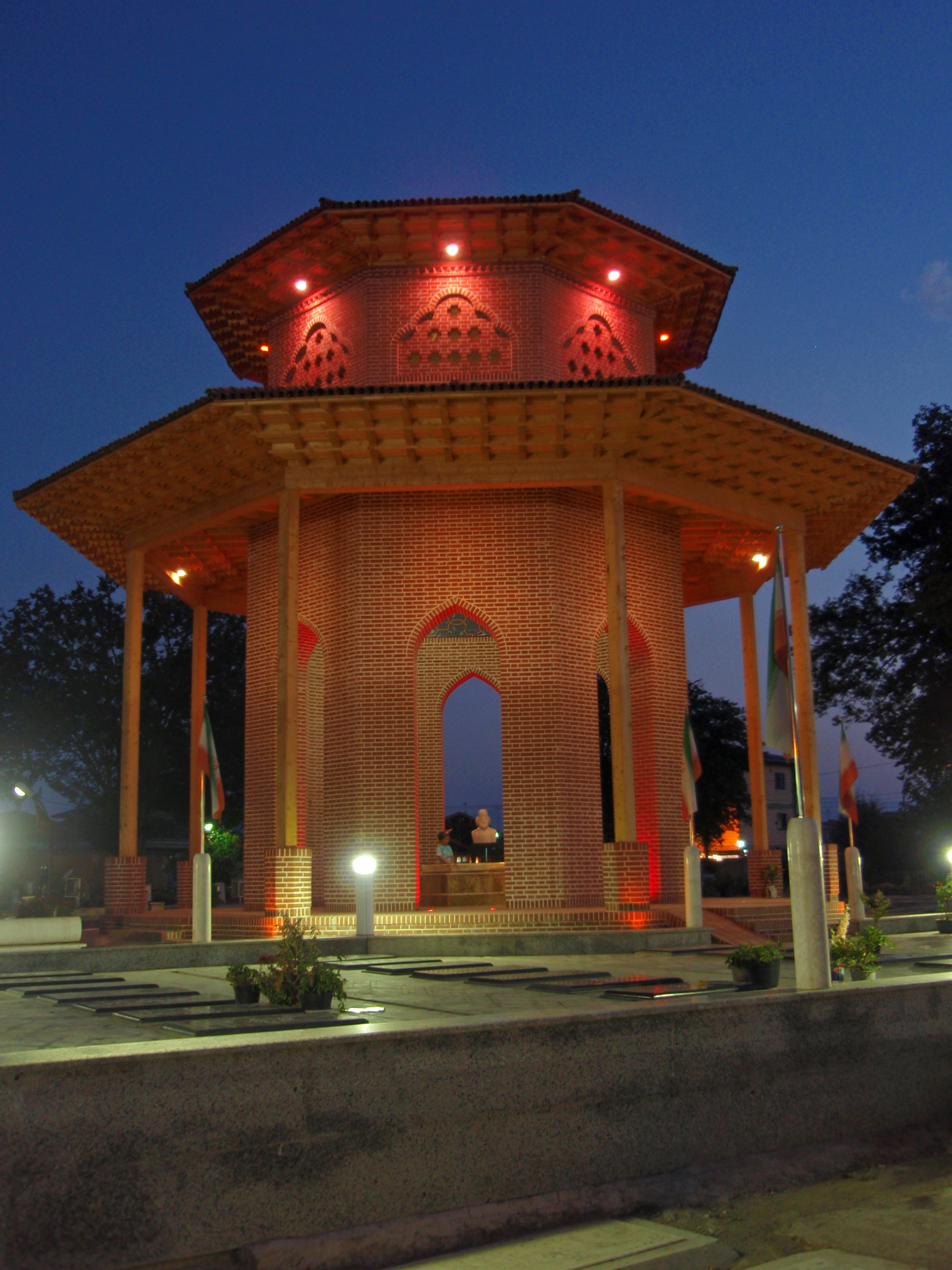
ضريح ميرزا كوجك خان في مدينة رشت.

### الاقتصاد

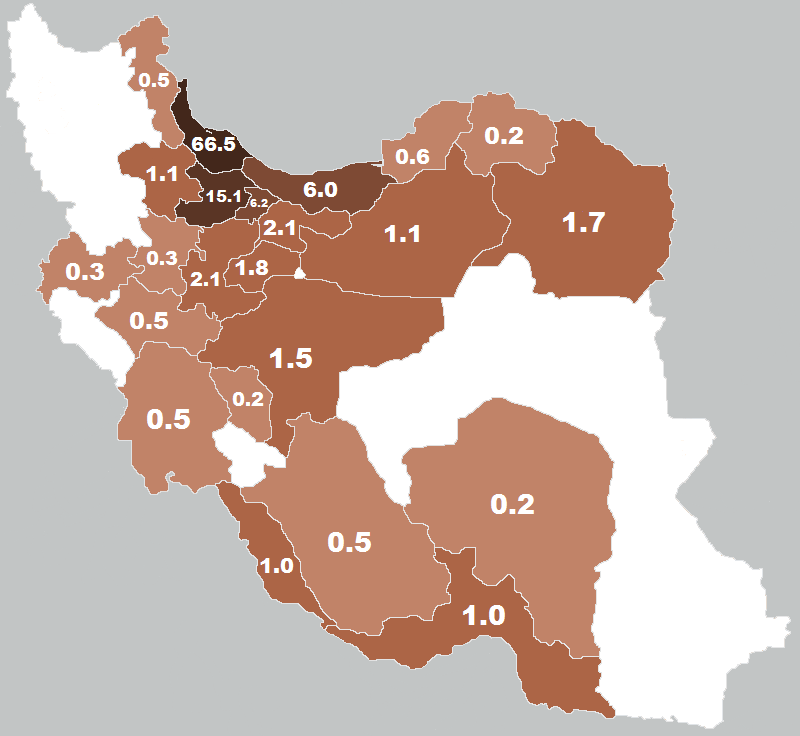
خريطة توزع الجيلاك في إيران (وفق مسحٍ لوزارة الثقافة في إيران 2010).

### الشعب

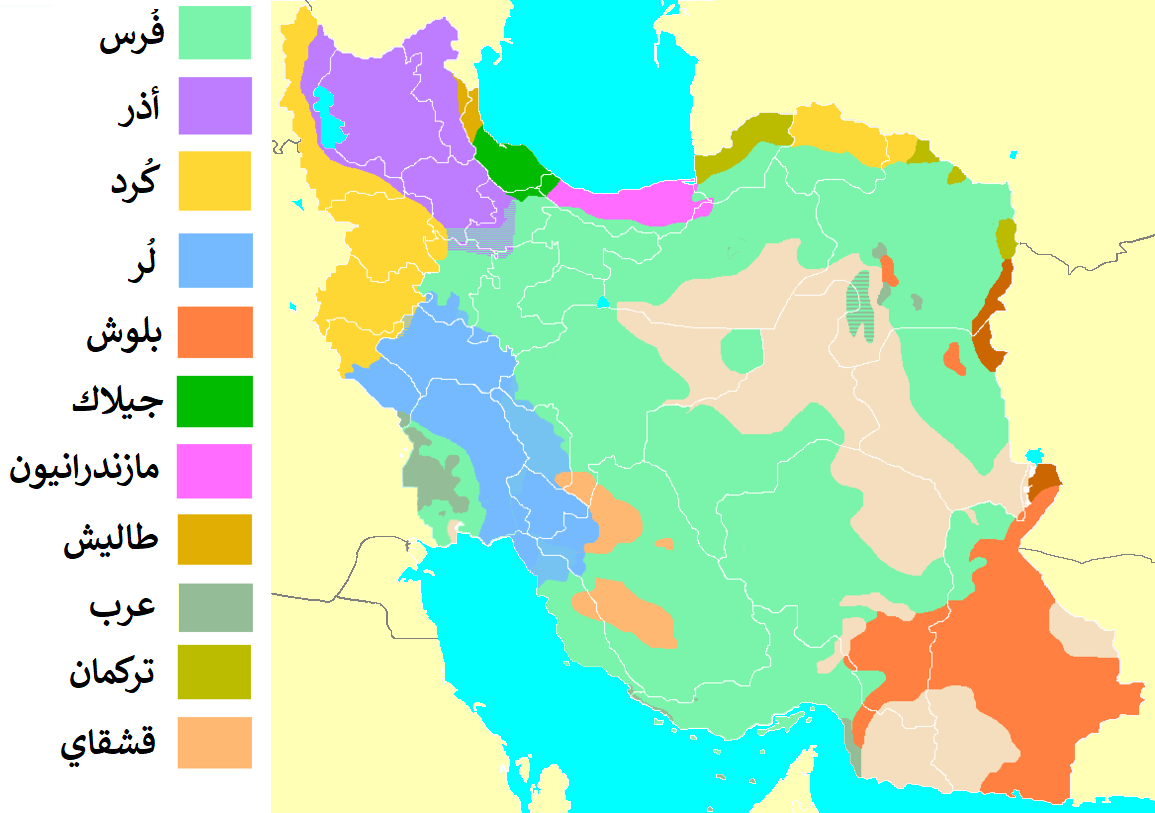
خريطة توزع اللغات حسب العرق في إيران.

### اللغة

مخطط عائلة اللغات الإيرانية لنيقولاس كونتوفاس.

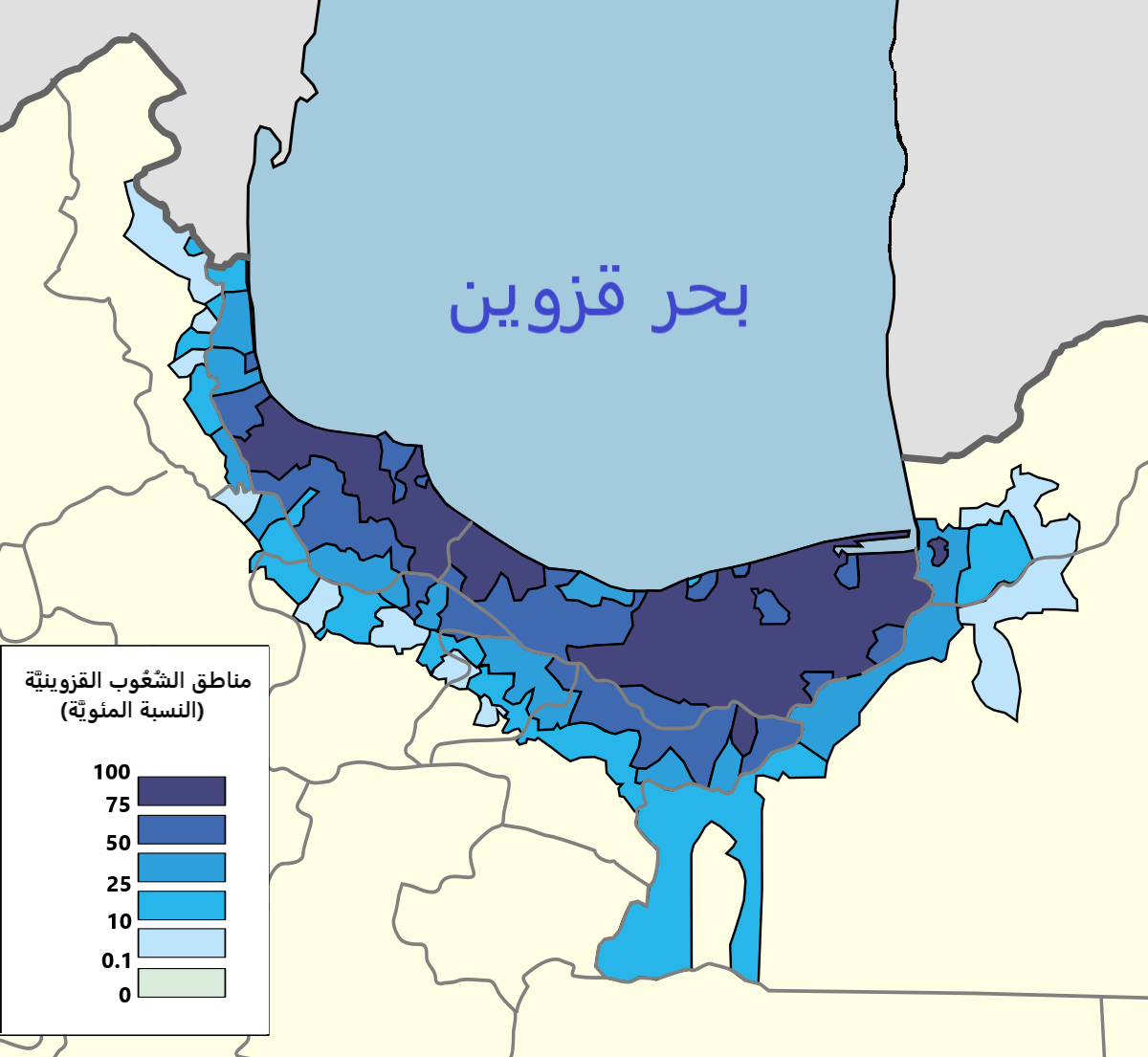
توزع الشعب القزويني حسب اللغات.

## معرض الصور

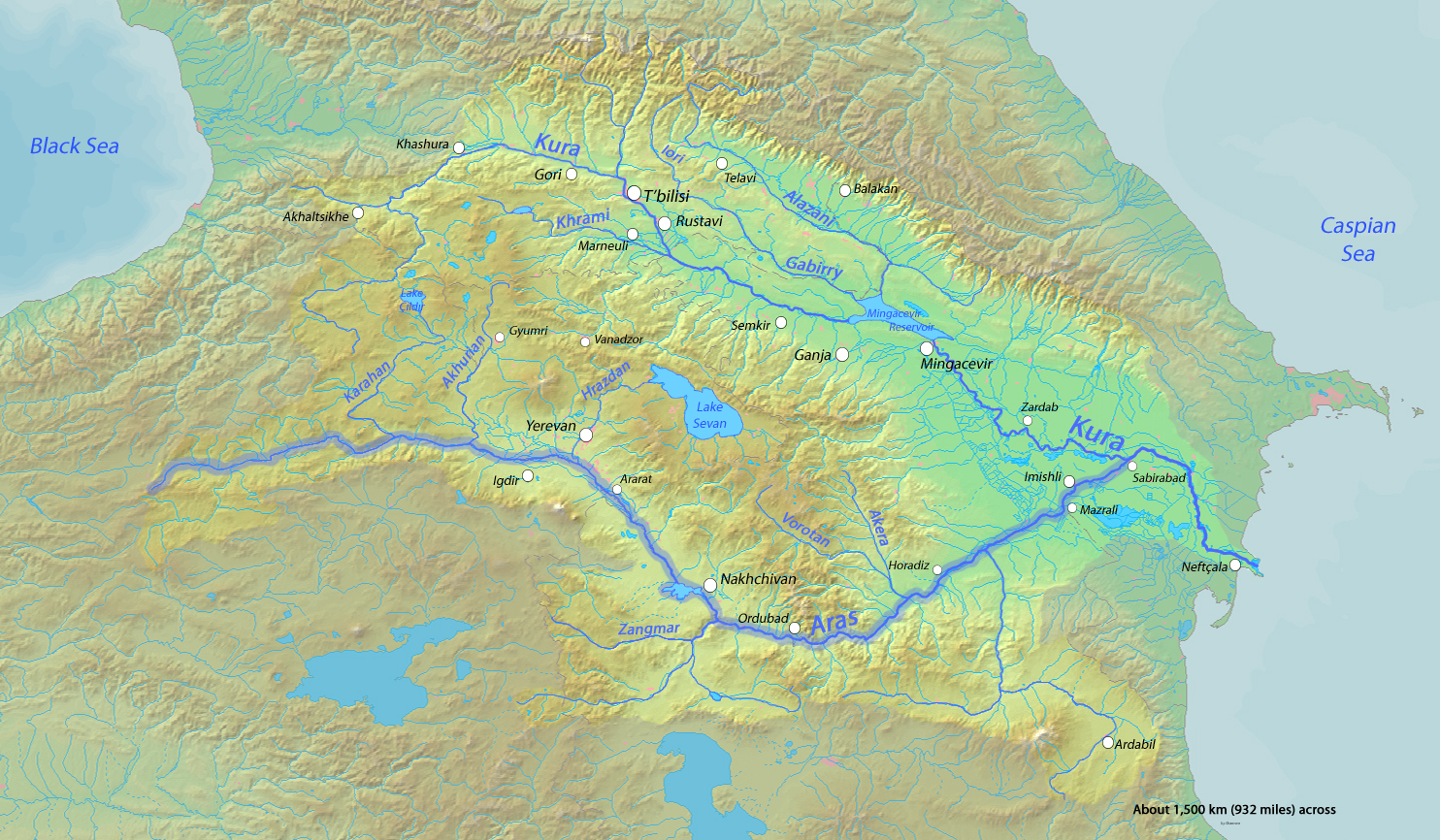
نهر "أراس" (أراكسيس). يُعتقد أن ربوع الديالمة (الجيليين) كانت إلى الشرق منه كما ذكر استرابو الجغرافي اليوناني.
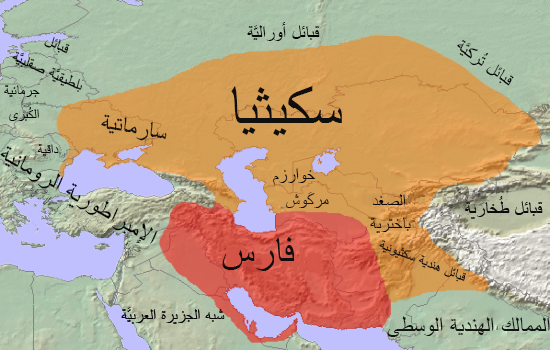
مملكة السكوثيين والمملكة البارثية نحو العام 170 قبل الميلاد.
توزع لهجات لغة الطاليش التي يعتقد بعض الباحثين أنها واللغة الديلمية-الجيلية تنتميان إلى لغةٍ أقدمَ أصل. يعيش الطاليش على امتداد نحو 150 كم على ساحل البحر شمال إقليم جيلان. ويبدو نهر سافيدرود النهر الرئيسي في جيلان والذي يمر شرق رشت قبلما يصب في بحر الخزر.
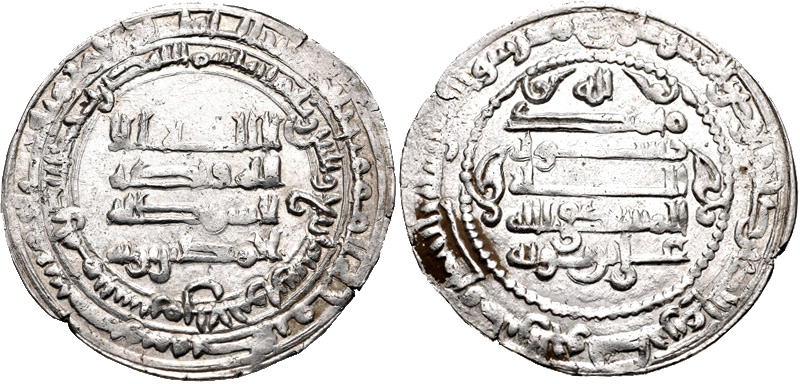
الدرهم الفضي لمعز الدولة البويهي مضروب في مدينة تُستَر في الأهواز (عربستان) سنة 334هـ/945م.
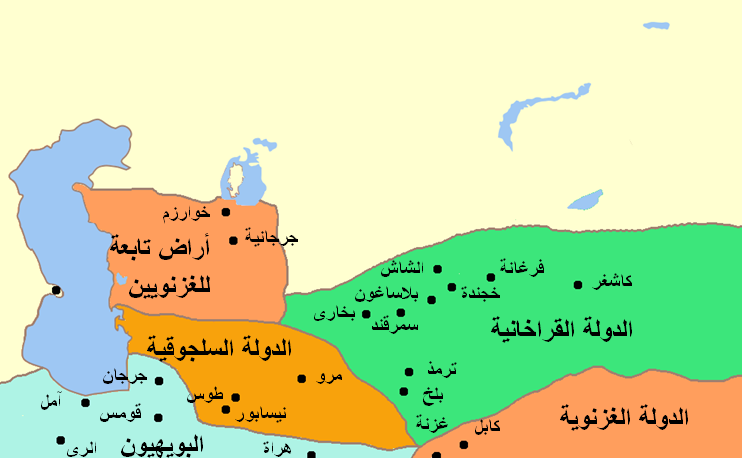
حدود دولة آل بويه الديالمة في شمال إيران في أواخر عهدهم (432هـ)، وظهور السلاجقة.
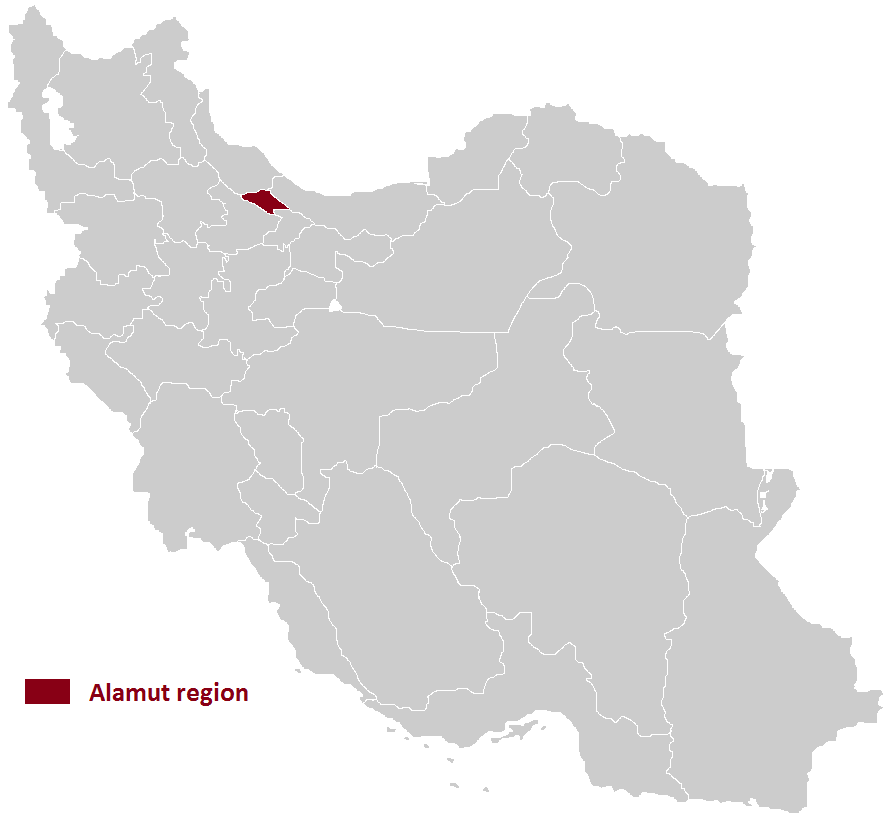
منطقة ألَموت الجبلية المنيعة التي اشتهرت كمعقلٍ لطائفة الحشاشين (1090-1256)، والمتاخمة للحدود الإدارية الحالية لإقليم جيلان من جهة الجنوب الشرقي. (شمال محافظة قزوين حالياً).
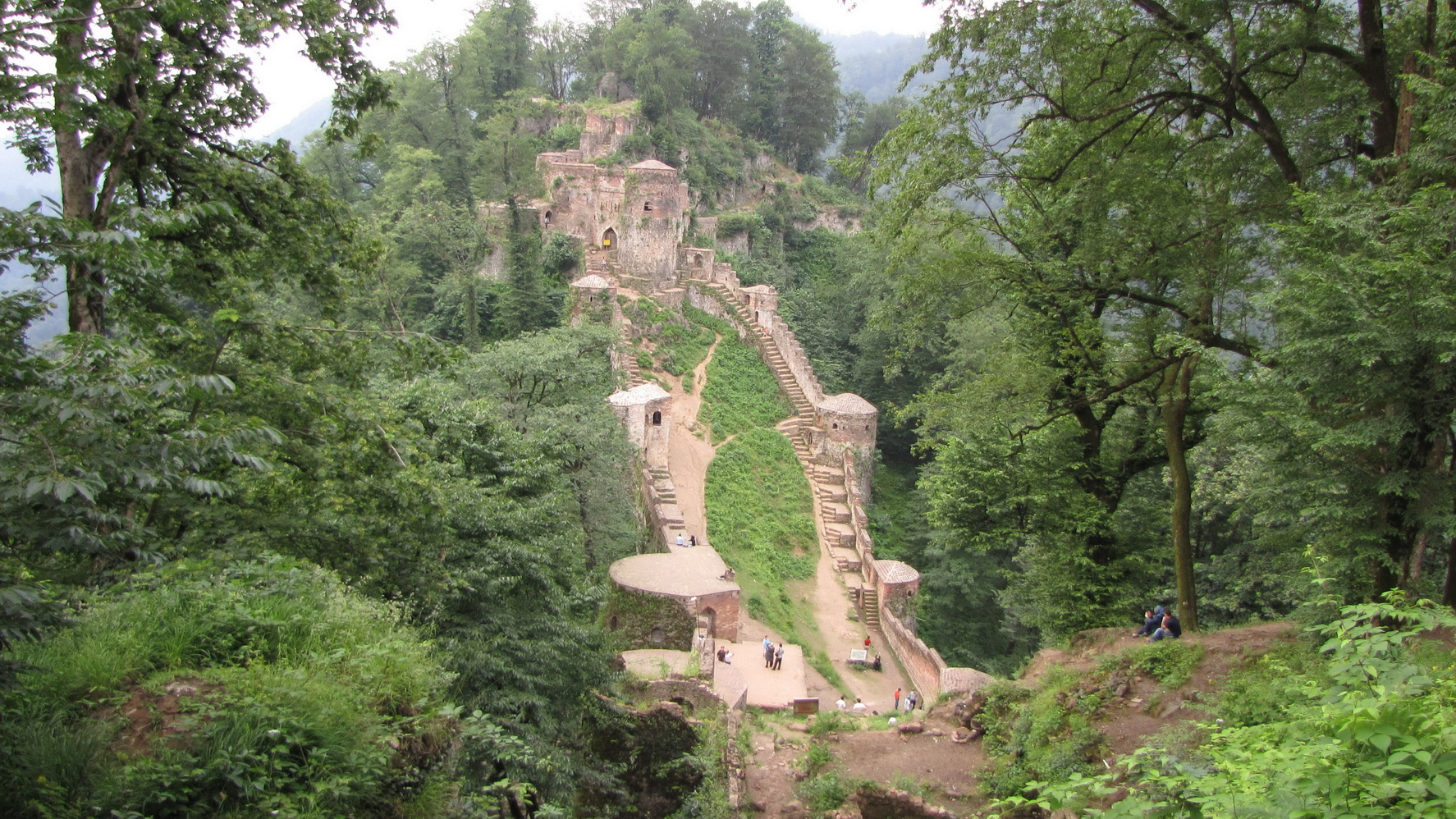
قلعة رودخان، جيلان.
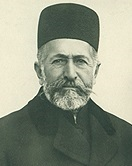
محمد علي خان تونكابوني. عمل وزيراً عدة مراتٍ. قائد رئيسي في الثورة الدستورية الفارسية (05-1911).
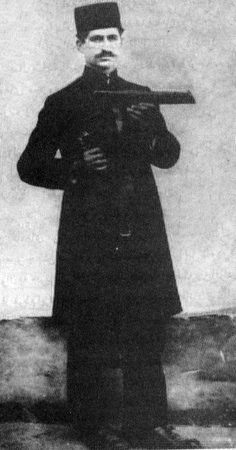
ميرزا كوجك خان (1880-1921) زعيم ديلمي (جيلي) قاد ثورةً ضد النفوذ الأجنبي من روس وإنجليز.